# 賓夕法尼亞州北部
賓夕法尼亞州北部 （Northern Tier）指的是美國賓夕法尼亞州北部、連接紐約州的五個郊縣：巴拉福德縣、懷俄明縣、沙利文縣、薩斯奎漢納縣和泰奧加縣。另外麥基恩縣和波特縣也偶而被納入本區範圍。人口約180,000人，小城鎮和鄉郊為主，其最大城鎮為塞爾 （Sayre）。當地地理上屬恩德萊斯山 （Endless Mountains）。
當地經濟上相對該州其他地區，失業率較高而人均收入較低，最大僱主為政府資持的醫療與教育事業。最大的私人僱主是造紙業，另外農業和輕工業也有重要地位。
其對稱為紐約州南部 （Southern Tier），兩者合稱雙蒂爾斯地區（Twin Tiers）。